# Ефероцитоз
У клітинній біології ефероцитоз (від лат. Efferre, лат. «взяти в могилу», «поховати») — це процес, за допомогою якого фагоцитарні клітини видаляють з тканин вмирущі або мертві клітини (наприклад, апоптичні чи некротичні). Цей процес можна описати як «поховання мертвих клітин».
Під час ефероцитозу клітинна мембрана фагоцитарної клітини захоплює іншу клітину та розщеплює її, утворюючи везикулу. Ця везикула називається еферосомою (аналогічно терміну фагосома). Цей процес подібний до макропіноцитозу.
Біологічний ефект ефероцитозу полягає в тому, що мертві клітини видаляються до того, як порушується цілісність їх мембрани. Це запобігає потраплянню у навколишні тканини токсичних внутрішньоклітинних сполук, таких як окисники, протеази та каспази.
Ефероцитоз може здійснюватися не тільки спеціалізованими фагоцитарними клітинами, такими як макрофаги або дендритні клітини, але і багатьма іншими типами клітин, включаючи епітеліальні клітини та фібробласти. Вони відрізняються від живих клітин наявністю специфічних сигнальних молекул на клітинній мембрані, таких як фосфатидилсерин або калретикулін.
Ефероцитоз запускає специфічні шляхи внутрішньоклітинної сигнальної трансдукції, що мають протизапальний, антипротеазний та заохочувальний до зросту ефект. Натомість порушення ефероцитозу пов'язане з розвитком аутоімунних захворювань та пошкодженням тканин. Ефероцитоз призводить до вироблення «проковтнутою» клітиною таких медіаторів як фактор росту гепатоцитів та фактор росту судинного ендотелію, які за сучасними уявленнями сприяють заміщенню відмерлих клітин.
Дефектний ефероцитоз спостерігається при таких захворюваннях, як муковісцидоз і бронхоектатична хвороба, атеросклероз, бронхіальна астма, хронічна обструктивна хвороба легень та ідіопатичний легеневий фіброз, ревматоїдний артрит, системний червоний вовчак та гломерулонефрит.
Спеціалізовані медіатори, що стимулюють вирішення запалення — це метаболіти деяких поліненасичених жирних кислот (арахідонової кислоти, докозагексагенової кислоти, ейкозапентаєнової кислоти, докозапентаенової кислоти). Ці медіатори мають широкий спектр ефектів для усунення запалення; одним із них є стимуляція ефероцитозу в запалених тканинах. Недостатня продукція цих медіаторів вважається однією з причин розвитку хронічних запальних реакцій.